# Salpingostylis coelestina
Salpingostylis coelestina är en irisväxtart som först beskrevs av William Bartram, och fick sitt nu gällande namn av John Kunkel Small. Salpingostylis coelestina ingår i släktet Salpingostylis och familjen irisväxter. Inga underarter finns listade i Catalogue of Life.